# ماتريكس ماجيكس
ماتريكس ماجيكس (بالهولندية: Matrixx Magixx) كان فريق كرة سلة هولندي للمحترفين تأسس في سنة 2000 يقع مقره في فايخن، هولندا. كان ينافس في الدوري الهولندي لكرة السلة. تم حل الفريق في سنة 2014

## الإنجازات
- الدوري الهولندي لكرة السلة (1):

2002–03
الوصافة: 2006–07
- كأس هولندا (2):

2003، 2007
الوصافة: 2002، 2011–12

## أبرز اللاعبين
من أبرز اللاعبين الذين لعبوا معه:
- كريس كوبلاند
- مايكل جلادنس